# المعهد الوطني لتكنولوجيا المعلومات والاتصالات
المعهد الوطني لتكنولوجيا المعلومات والاتصالات (情報通信研究機構 Jōhō Tsūshin Kenkyū Kikō، NICT) هو معهد الأبحاث الوطني الرئيسي في اليابان للمعلومات والاتصالات. تقع في كوجاني، طوكيو ، اليابان.
تأسس معهد الاتصالات وتكنولوجيا المعلومات كمؤسسة إدارية مستقلة في عام 2004 عندما اندمج مختبر أبحاث الاتصالات الياباني (الذي تأسس عام 1896) مع منظمة تقدم الاتصالات. تتمثل مهمة المعهد الوطني لتكنولوجيا المعلومات والاتصالات اليوم في إجراء البحوث والتطوير في مجال تكنولوجيا المعلومات والاتصالات. تقع على عاتقها مجموعة من المسؤوليات بما في ذلك إنشاء ونشر معايير التردد والوقت الوطنية اليابانية؛ وإجراء اختبارات الموافقة على النوع لمعدات الراديو لنظام السلامة البحرية العالمي (GMDSS) والرادار البحري بناءً على قانون الراديو الياباني؛ وتوفير ملاحظات منتظمة للغلاف الأيوني والطقس الفضائي . كما أنه يقوم بتشغيل ( JJY )، وهي إشارة زمنية ذات تردد منخفض.
في أواخر أغسطس 2015، أُعلن أن جهاز مسح الإشعاع تيراهرتز الذي طوره المعهد سيكون أحد الأدوات التي يحملها مستكشف أقمار المشتري الجليدية التابع لوكالة الفضاء الأوروبية ، والذي من المقرر إطلاقه في عام 2022.

## أنظر أيضاً
- مؤسسة إدارية مستقلة
- قائمة المعاهد الإدارية المستقلة في اليابان